# 대한민국 형사소송법 제77조
대한민국 형사소송법 제77조는 구속의 촉탁에 대한 형사소송법의 조문이다.

## 조문
제77조(구속의 촉탁) ① 법원은 피고인의 현재지의 지방법원판사에게 피고인의 구속을 촉탁할 수 있다.
②수탁판사는 피고인이 관할구역 내에 현재하지 아니한 때에는 그 현재지의 지방법원판사에게 전촉할 수 있다.
③수탁판사는 구속영장을 발부하여야 한다.
④제75조의 규정은 전항의 구속영장에 준용한다.

第77條(拘束의 囑託) ① 法院은 被告人의 現在地의 地方法院判事에게 被告人의 拘束을 囑託할 수 있다.
②受託判事는 被告人이 管轄區域 內에 現在하지 아니한 때에는 그 現在地의 地方法院判事에게 轉囑할 수 있다.
③受託判事는 拘束令狀을 發付하여야 한다.
④第75條의 規定은 前項의 拘束令狀에 準用한다.

## 참고 문헌
- 손동권 신이철, 새로운 형사소송법(초판, 2013), 세창, 2013. ISBN 9788984114081